# Château de Monchoix
Le château de Monchoix est situé sur la commune de Pluduno, dans le département des Côtes-d'Armor.

## Historique
Le château est construit par le comte Antoine de Bédée, oncle maternel de François-René de Chateaubriand.
Le château est construit en 1759. Il fut considéré par Chateaubriand, alors adolescent, comme « un véritable paradis ».
Le monument a fait l’objet d’une inscription au titre des monuments historiques par arrêté du 22 juillet 2004.